# هیلتون مک‌ری
هیلتون مک‌رِی (انگلیسی: Hilton McRae؛ زادهٔ ۲۸ دسامبر ۱۹۴۹) بازیگر تحسین‌شدۀ تئاتر، تلویزیون و سینما اهل بریتانیا است. وی از سال ۱۹۷۷ میلادی تاکنون مشغول فعالیت بوده‌است.

## فیلم‌شناسی
از فیلم‌ها یا برنامه‌های تلویزیونی که وی در آن نقش داشته‌است، می‌توان به گری‌ستوک: افسانه تارزان، ارباب گوریل‌ها، زن ستوان فرانسوی، روایت نلی، حس یک پایان و مکبث اشاره کرد.
او همچنین در قسمت پنجم مینی‌سریال چرنوبیل نقش قاضی دادگاه را در محاکمه مسئولان انفجار فاجعه چرنوبیل بازی کرد.